# テレスドン
テレスドンは、特撮テレビ番組『ウルトラマン』をはじめとする「ウルトラシリーズ」に登場する架空の怪獣。別名は地底怪獣。英字表記はTELESDON、TERRESSEDON、TELESSDON、TERRESDONなど。
典型的な怪獣のフォルムを有し、尖った嘴（）や背中に尻尾側を向いて1本生えている棘（）が特徴。

## 『ウルトラマン』に登場するテレスドン

### 初代
『ウルトラマン』第22話「地上破壊工作」に登場。
地下4万メートルの世界に生息し、地上への侵出を目論む地底人たちの地上侵略用の尖兵。主な武器は、口から放射する強力な火炎と毒を持つ手の爪。頭部以外の全身に渡って節状の皺が目立つ皮膚は、科学特捜隊のジェットビートルのナパーム弾を耐えきる硬さを持つ。
地底人たちがウルトラマンを洗脳するまでの間、科学特捜隊の注意を引きつけておくため、東京テレビセンター付近の地中から出現し、夜間に赤坂の都市部を破壊する。しかし、ウルトラマンとの戦いでは火炎を放射する暇を与えられないまま、投げ技の連続攻撃で地面に叩きつけられて息絶える。
第35話では、怪獣墓場で漂っている姿が登場する。
- スーツアクター：鈴木邦夫[出典 5]
- デザインは成田亨が担当した[出典 6]。地底を掘り進むイメージで鋭角的なデザインとなっている[16]。
- 造型は高山良策が担当した[10][16]。山村哲夫は、ショーで着用した際に入りやすく動きやすかったことを証言している[16]。ウレタン製の表面に布を張ることにより、皺を表現している[18]。尻尾の先には操演用の吊り金具が付けられている[18]。
- 第22話の監督を担当した実相寺昭雄はスペシウム光線でとどめを刺すパターンを嫌い、自分の監督回では一度も使用させていない。今回の夜間の激闘もそういった経緯から生まれた。
- 実相寺の作品に登場する怪獣ということで、映画『実相寺昭雄監督作品ウルトラマン』にも登場している（映像は本話の流用）[注釈 3]。作中では、ガヴァドン（B）の事件の翌日における出来事となっている。
- 実相寺は「オケラのような奴」と呼んでいた[19]。
- 『戦え! マイティジャック』第12話「マイティ号を取り返せ!!（前編）」では本話のシーンが流用されているが、そのカットの1つにテレスドンの後ろ姿が明確に映ってしまっている[20][16]。

### 再生テレスドン
『ウルトラマン』第37話「小さな英雄」に登場。資料によってはテレスドン（再生）とも表記される。
ジェロニモンの力で復活する。外見に変化はないが、以前と異なり、昼間でも活動できる。
同時に復活した再生ドラコと小競り合いを演じるが、大岩山から響くジェロニモンの唸り声を聞いておとなしくなる。決着がつかないまま再生ドラコと共に科学特捜隊と戦い、科学特捜隊のムラマツ、フジ、アラシのスーパーガン3丁によるトリプルショットで倒される。
- スーツアクター：清野幸弘[出典 10][注釈 6]
- 脚本段階ではゴモラが復活する予定であった[29]が、ゴモラのスーツがすでに第36話のザラガスに改造されていたため、テレスドンに変更された。
- 着ぐるみは第22話のものに改修を加えている[29]。後に『帰ってきたウルトラマン』のデットンに改造された[30]。ゴモラの芯であった金網にウレタンや布を張ってモデリングされた[30]。

## 『ウルトラファイト』に登場するテレスドン
『ウルトラファイト』第76話「テレスドンに墓場はない！」、第81話「硫黄沼世紀の対戦！」ほかに登場。
鈍重であるため、怪獣やウルトラセブンの戦いにはほとんど勝利したことがない。
- 着ぐるみは『ウルトラマン』のものを流用している[出典 11]が、長期保管に適さないラテックス製スーツであったために劣化が目立ってきており、それを補修した際に鼻先を丸く盛り足しただけだったため、『ウルトラマン』当時とはだいぶ異なる外見になっている。ただし、足の節数が『ウルトラマン』のものと違うという指摘もある[34]。
- 『帰ってきたウルトラマン』第3話「恐怖の怪獣魔境」に登場したデットンは、本作品に登場したテレスドンの着ぐるみをそのまま（口先が丸い形状のまま）流用したため、「テレスドンとデットンは似ている」ということになり、デットンはテレスドンの弟という設定となっている。元々はテレスドン再登場の予定が着ぐるみの変貌の都合で、新怪獣へ設定が変更された（詳細は帰ってきたウルトラマンの登場怪獣#地底怪獣 デットンを参照）。
- 第196話「怪獣死体置場」では、円谷プロの着ぐるみ倉庫に吊り下げられていることが確認できる。

## 『ウルトラマンパワード』に登場するテレスドン
特撮テレビ番組『ウルトラマンパワード』第4話「闇からの使者」（米国版サブタイトル：THE DARK PAST）に登場。初代と区別するためにパワードテレスドンと称されることもある。
かつて太古の地上を支配していた太陽の民と称する地底人類3人（演 - ジム・ユスタマン、ケビン・ハドソン、3人目は不明。声 - 塚田正昭）が、再び地上を自らのものにするために放った攻撃用怪獣。全身銀色で、岩のように硬い外皮は鎧を着こんだような機械的な姿をしている。地底に生息していたことから強い光に弱く夜行性である。後に両目に遮光板を取り付けて出現する。怪力を持つ重量級であるため、地中を高速で移動する際には周辺で大規模な地震を起こし、地中を進みながらビル群を崩落させる。最後はストライクビートルのマグネシウム弾で目を攻撃されて弱ったところを、ウルトラマンパワードのメガ・スペシウム光線で完全に敗北する。
- デザインは前田真宏[37]。デザインイメージは穴掘りマシーンのような金属質の生き物[37]。樋口真嗣によるギミック画も描かれている[37]。
- 企画段階では「テレスドンΓ（ガンマ）」という名称候補があった[38]。

## 『ウルトラギャラクシー大怪獣バトル』に登場するテレスドン
特撮テレビ番組『ウルトラギャラクシー大怪獣バトル』第1話「怪獣無法惑星」、第2話「五人目のクルー」、第7話「怪獣を呼ぶ石」に登場。
第1話では採掘基地の調査に向かったZAPクルーの前に現れ、サドラと死闘を繰り広げるが、途中で割って入ってきたレッドキングに散々痛めつけられ、勝てないと見て逃走する。
第2話ではゴルザとの共同戦線でゴモラと戦うが、溶岩熱線と超振動波の撃ち合いに負けて倒れる。
第7話ではブルトンに呼び出された別個体が出現し、ゴモラと戦う。まずはネロンガと共にゴモラに襲いかかり、リトラの火球を頭部に受けて昏倒する。目を覚ました後はリトラを狙って溶岩熱線を吐きまくるが、それをブルトンの触角を焼き切ることに利用され、ゴモラに対して吐いた攻撃をかわされてネロンガにとどめを刺すことになる。その直後、ゴモラに飛びかかったところをいなされ、超振動波で倒される。 
- スーツアクター：西村郎
- オープニングではネロンガと対決している。

## 『ウルトラギャラクシー大怪獣バトル NEVER ENDING ODYSSEY』に登場するテレスドン
特撮テレビ番組『ウルトラギャラクシー大怪獣バトル NEVER ENDING ODYSSEY』第10話「新たな戦いの地平で」に登場。
ゼットン星人（RB）に操られる。フック星人（RB）が操るドラコ（再生）と対決し、空中きりもみ体当たりなどで奮戦するが、キングジョーブラックの空中からの攻撃により、ドラコ共々爆死する。
- スーツアクター：丸山貢治

## 『大怪獣バトル ウルトラ銀河伝説 THE MOVIE』に登場するテレスドン
映画『大怪獣バトル ウルトラ銀河伝説 THE MOVIE』に登場。
ウルトラマンベリアルのギガバトルナイザーの力で怪獣墓場から復活し、ベリアル配下の怪獣軍団の1体となる。怪獣墓場でウルトラ戦士たちを迎え撃ち、レイのゴモラと対峙する。その後も軍団の中では長く生き残るが、最後はウルトラマンゼロのワイドゼロショットで爆死する。
また、百体怪獣ベリュドラの左腕を構成する怪獣の1体となっている。

## 『ウルトラゾーン』に登場するテレスドン
バラエティ番組『ウルトラゾーン』内の各コーナーに登場。
第5話の「怪しいものじゃないです」に登場。声は宮崎吐夢が担当。
また、第13話のアイキャッチでは満員電車に乗ろうとして車掌に押されている姿が描かれている。

### 「東京ジュラ紀」
歩く百科事典探偵・西園寺ユウヤに化けていた地底人に操られ、アロンやエレキングと戦う。

## 『ウルトラゼロファイト』に登場するテレスドン
『ウルトラマン列伝』内のアクションドラマ『ウルトラゼロファイト』第1部「新たなる力」に登場。
バット星人グラシエが怪獣墓場から蘇らせる怪獣軍団の1体。サドラ、グドン、ベムラーと共に出現し、怪獣墓場を訪れたウルトラマンゼロに襲いかかるが、ベムラー共々ルナミラクルゼロのミラクルゼロスラッガーによって倒される。

## 『ウルトラマンギンガ 劇場スペシャル ウルトラ怪獣☆ヒーロー大乱戦!』に登場するテレスドン（SDI）
映画『ウルトラマンギンガ 劇場スペシャル ウルトラ怪獣☆ヒーロー大乱戦!』に登場。
ウルトライブシミュレーションで千草がライブし、その場にいた美鈴のライブするスノーゴン（SDI）を火炎攻撃で撃退する。続いて健太がライブしたドラコ（SDI）との戦いでも圧倒するが、彼が反撃に出るために乗り換えてライブしたバルタン星人（SDI）には敵わず、赤色凍結光線と白色破壊光弾を続けざまに受けて敗退する。
- ドラコとの戦いは原典である『ウルトラマン』第37話を再現している節があるものの、今作ではこの戦いに決着が付いている[51]。

## 『ウルトラマンX』に登場するテレスドン
『ウルトラマンX』第1話「星空の声」、第3話「夜を呼ぶ歌」に登場。
第1話では、冒頭に登場。
Xioでの分類はタイプG。地底女に操られて夜の東京の地上に出現する。今回は溶岩熱線以外にも、ドリルのように全身を高速回転させて突進する攻撃手段を披露している。
最初は大地とアスナが搭乗したランドマスケッティの攻撃を地底に潜って回避し、ランドマスケッティの背後を取って口にくわえて追い詰めるが、照明弾の強い光を浴びて退却する。その後、地底女の絶叫に共鳴して再び出現し、地上と地底を自在に往来する能力や上記の体を高速回転させる戦法でエックスを追い詰めるが、ワタルのウルトライザーによる攻撃やエレキングアーマーをまとったエックスの攻撃に遭い、形勢を逆転される。最後はエレキング電撃波を受け、スパークドールズに収縮される。
- スーツアクター：横尾和則
- 第3話の脚本を担当した中野貴雄は、前話に登場する怪獣が飛行怪獣のバードンであるため、差別化として第3話で地底怪獣のテレスドンを登場させた旨を語っている[57]。また、地中から体を回転させて体当たりする戦法は映画『トレマーズ』をイメージしている[57]。
- 第3話の監督を担当した田口清隆は、テレスドンをいかに強敵に見せられるかということを意識して演出した旨を語っている[57]。

### サイバーテレスドン
Xioがテレスドンのスパークドールズを解析して生み出したサイバー怪獣。第4話にてサイバーカードが使用され、スペースマスケッティに溶岩熱線のデータを読み込み、ベムスターの腹へ撃ち込むことで消化液との化学反応を引き起こし、エックスを脱出させるのに一役買った。

## 『ウルトラマンオーブ』に登場するテレスドン
『ウルトラマンオーブ』第9話「ニセモノのブルース」、第24話「逆襲の超大魔王獣」に登場。
第9話では、ババルウ星人ババリューがニセウルトラマンオーブに化けて街を破壊しようとしたところ、地底から出現して襲いかかる。まったく無関係な野良個体の出現はババリューに指示を出すメフィラス星人ノストラさえも想定していなかった事態であり、動揺するニセオーブを追い込むものの結果的には撃退され（その際、ニセオーブに「二度と来んな、野良怪獣！」とまで唾棄される）、地底へ逃げ帰る。
第24話では、夕暮れの繁華街にゴメス（S）やデマーガと共に地中から出現する。全エネルギーを地底に潜むマガタノオロチに吸い取られたため、そこに現れたハリケーンスラッシュ形態のウルトラマンオーブと一戦も交えることなく、他の2体と共に突如倒れ、死亡する。
- スーツアクター：横尾和則[63]
- 第24話での同シーンの登場怪獣は、同話監督の田口清隆が前作『ウルトラマンX』で担当した回の登場怪獣から選ばれた[64]。

## 『ウルトラマンZ』に登場するテレスドン
『ウルトラマンZ』第4話「二号ロボ起動計画」に登場。後述のように、複数の個体が存在する。
作中世界で過去に確認された夜行性の個体とは別に、体内の火炎袋の効果で日中の明るい時間にも出現できるようになった個体である。武器は口から放射する2千℃の高熱火炎デプス火炎。地中を掘り進む際には嘴から超振動波を放つ。ドリルのように全身を回転させながら突撃するドリルくちばしを得意とする。
埼玉県熊岡市第二地区で行われていたジオフロント工事現場の騒音で覚醒した後、工事現場への進攻を食い止めようとするストレイジと交戦して市外へ誘導されかけるが、サイレンの音に反応して周囲をデプス火炎で焼き尽くして潰滅し、逃亡する。その後、東京都北橋区に再出現してセブンガーを退け、ウルトラマンゼットとも一進一退の攻防を繰り広げる。しかし、ウインダムの参戦で劣勢となり、カブラギシンヤ（セレブロ）によってエリマキテレスドンに強化される。
- スーツアクター：新井宏幸

### エリマキテレスドン
『ウルトラマンZ』第4話「二号ロボ起動計画」に登場。
ゼットとウインダムによって劣勢となったテレスドンが、カブラギシンヤ（セレブロ）の開発した怪獣メダル「ジラースメダル」を飲み込んだ結果、ジラースのような襟巻を首の周りに生やしてパワーアップした姿。襟巻から敵の攻撃を反射する空気の盾デプス反射砲の発生や、襟巻によって掘削用の超振動波を増幅したデプス破壊熱線波、襟巻周囲のトゲから連射する熱線デプス拡散熱線波などが武器である。
上述の能力によってゼットとウインダムを苦しめるが、ウインダムによって襟巻をもがれ、最後はゼットのゼスティウム光線とウインダムのミサイル攻撃によって撃破される。
- スーツアクター：新井宏幸[68]
- 当初は、デマーガが怪獣メダルによってツルギデマーガとなる予定であったが、近年のニュージェネ作品に出演しているため、少しの改造でも新たな怪獣として魅力が出せそうなテレスドンが選ばれた[70][71]。ただし、テレスドンもニュージェネ作品にはよく登場していたため、少し変化をつけようと、監督の辻本貴則のアイデアで怪獣メダルを使って襟巻を生やすこととなった[71]。

## 『ウルトラマンデッカー』に登場するテレスドン
『ウルトラマンデッカー』第6話「地底怪獣現わる！現わる！」に登場。
ウルトラマンデッカーと地底で対峙した地底怪獣。硬質な皮膚で覆われているため、高い防御力を持ち、口から吐く溶岩熱線が武器。
地底世界でパゴスとグドンに苦戦するデッカーの前に出現し、溶岩熱線を用いての奇襲をしかけるものの、最後はデッカーの召喚したアギラの一撃を受け、爆散する。
- スーツアクター：新井宏幸
- スーツは『ウルトラギャラクシー 大怪獣バトル』の時に作ったもの[73]。

## その他の作品に登場するテレスドン

### ウルトラシリーズ
- 『帰ってきたウルトラマン』第12話では、MATの射撃訓練の的にテレスドンのものがある。
- 特撮テレビ番組『レッドマン』第31・34・59・67・74・78話に登場。着ぐるみは、アトラクション用のものを使用[74]。
- 『ウルトラマンメビウス』第21話では、怪獣墓場で漂っている姿が描かれている[75]。
- 『ウルトラマンゼロ&オールスターウルトラマン超絶!ウルトラリーグ』（てれびくん版2011年6月号掲載分）では、怪獣軍団の1体としてウルティメイトフォースゼロを襲うが、アーストロンやガンQ共々助けに現れたウルトラマンコスモス（エクリプスモード）のエクリプス・プローショットに敗れる。
- 『ウルトラマンジード』直前スペシャルでは、ウルトラマンジード（アクロスマッシャー）と戦い、倒される。
- 『ウルトラマントリガー NEW GENERATION TIGA』第24話では、メガロゾーアの影響でエタニティコアが暴走して地球の危機が間近に迫ったことを察知し、避難していく姿が確認されている。スーツアクターは永地悠斗。
- 漫画作品
  - 『かがやけ ウルトラの星』では、怪獣軍団の一員として登場。ナックル星人に率いられて東京に出現し、ウルトラマンタロウと戦う。後に他の怪獣と合流してウルトラ兄弟と戦う。
  - 『ウルトラマン超闘士激伝』では、ザム星人が率いるエンペラ陸軍の闇闘士となっている。玩具のみで漫画本編には登場していないが、復刊された単行本第4巻にてイラストが書き下ろされている。
  - 『大怪獣バトルウルトラアドベンチャー』では、第2話で福岡を襲撃する。地球に出現した怪獣としても登場し、ブルトンが倒されて以降は新たに出現することはなく、ZAPの戦闘機と交戦する。第19話にて地球に現れたデスフェイサーと交戦するが歯が立たず、他の怪獣と共に倒されてエネルギーを吸収される。
  - 『ウルトラマンSTORY 0』では、イカルス星人の配下として第32話に登場。また、第39話・第40話にジェロニモンにより蘇った再生怪獣の1体としても登場する。
- ライブステージ
  - 『ウルトラマンフェスティバル2010』では、ウルトラマンベリアルによりベロクロンと共に召喚され、ウルトラマンメビウスと戦う。
  - 2010年によみうりランドで行われた『ウルトラマンゼロショー』では、ナックル星人に操られてウルトラマンゼロと戦う（容姿はデットンに近い）。
  - 『ウルトラマンフェスティバル2012』のライブステージ第1部では、バット星人の仕向けた怪獣軍団の1体として登場。バット星人を追って地球に来たウルトラマンタロウと戦うが、最後はストリウム光線で倒される。
- 登場が予定されていた作品
  - 『ウルトラセブン』の未発表作品「宇宙人15+怪獣35」では、宇宙人連合による蘇生を経て富士山麗に集結し、東京を目指す怪獣軍団の中に名前が確認されている。
  - 『ウルトラマンマックス』第21話「地底からの挑戦」では、初期プロットで登場が予定されていたが[76]、放映前に行われた「伝説の怪獣人気投票」で1位の座を獲得したゴモラに登場枠を譲ることになった[77]。

### 外部作品
- 東宝映画『メカゴジラの逆襲』では、15年前の回想シーンで真船博士がチタノザウルスを説明するカットに、テレスドンの解剖図が登場する。
- 2009年のHONDA「ステップワゴン スパーダ」のCMでは、スパーダを恐れて他の怪獣と共に道を空ける役で出演している。
- バラエティ番組『めちゃ×2イケてるッ!』では、『大怪獣バトル ウルトラ銀河伝説 THE MOVIE』の出演オーディションに参加したが、特に目立ったことはしていない。